# Meik Tischler
Meik Tischler (* 27. Februar 1967 in Halle) ist ein deutscher Fußballtrainer und ehemaliger Fußballspieler.

## Werdegang
Der Stürmer Meik Tischler begann seine Karriere bei der Spvg Steinhagen. In der B-Jugend wechselte er zum Steinhagener Verein TSV Amshausen und wechselte im Jahre 1987 wieder in die vierte Liga zum Verbandsligisten Spvg Steinhagen. Nach zwei erfolgreichen Jahren, in denen er unter anderem Torschützenkönig der Verbandsliga wurde, wechselte er zum drittklassigen Oberligisten FC Gütersloh. In der ersten Runde des DFB-Pokals 1989/90 erzielte Tischler das Tor des Tages im Wiederholungsspiel der Gütersloher beim damaligen Zweitligisten Hertha BSC im Olympiastadion Berlin. Am Saisonende stiegen die Gütersloher trotz Ex-Profis wie Helmut Schröder und Rüdiger Abramczik in die Verbandsliga ab.
Tischler wechselte daraufhin zum Zweitligisten Eintracht Braunschweig. Sein Profidebüt feierte er am 16. November 1990 beim Auswärtsspiel der Braunschweiger beim TSV Havelse, wo er für Thomas Seeliger eingewechselt wurde. Dieses Spiel blieb Tischlers einziger Profieinsatz in der von Joachim Streich trainierten Mannschaft. Bei einem Benefizspiel bei Kickers Emden prallte Tischler unglücklich mit dem Schiedsrichter zusammen. Dieser deutete den Vorfall jedoch als Tätlichkeit und zeigte Tischler die Rote Karte, was eine viermonatige Sperre nach sich zog. Am Saisonende kehrte Tischler nach Ostwestfalen zurück und schloss sich dem Oberligisten TuS Paderborn-Neuhaus an. Nach langer Verletzungspause bei seinem neuen Verein und drohendem Karriereende schoss er beim Comeback in den letzten Saisonbegegnungen in fünf Spielen fünf Tore und unterschrieb 1992 einen Zweijahresvertrag beim Drittligisten Preußen Münster. Kurzfristig beendete Tischler seine Karriere nach Saisonende.
Doch kurz darauf schloss er sich auf Betreiben des Spielautomatenherstellers Heinz Kummer dem Bielefelder Bezirksligisten SV Gadderbaum an, bei dem er als Teammanager und Spieler fungierte. Mit dem SV Gadderbaum stieg er 1993 nach einem 3:1-Sieg nach Verlängerung im Entscheidungsspiel gegen den TSV Amshausen in die Landesliga auf. Zwei Jahre später folgte dann der Aufstieg in die Verbandsliga. 1999 wechselte Tischler noch einmal zum Oberligaaufsteiger SC Herford. Zwei Jahre später beendete Meik Tischler nach dem Abstieg der Herforder endgültig seine Karriere im höherklassigen Fußballgeschäft.
Später trainierte Tischler als Co-Trainer einige unterklassige Mannschaften von der Kreisliga bis zur Landesliga. Seit 2015 wirkt er beim TuS Dornberg aus Bielefeld als Jugendtrainer. In der Saison 2016/17 wirkt Tischler bei seinem Heimatverein TSV Amshausen in der Kreisliga A als Trainer. In einigen Spielen spielte er aber noch als aktiver Spieler mit.

## Leben
Hauptberuflich ist der Oberstudienrat und staatlich anerkannte Diplom-Sozialpädagoge Meik Tischler Lehrer für Sport, Pädagogik, Mathematik, Arbeitslehre/Technik und Wirtschaft an der Gesamtschule Quelle in Bielefeld. Er ist seit 1999 verheiratet. Bei den Kommunalwahlen in Nordrhein-Westfalen 2020 tritt Meik Tischler als unabhängiger Kandidat für das Amt des Bürgermeisters in Steinhagen an und belegte den dritten Platz.